# Бобровський Сергій Андрійович
Сергій Андрійович Бобровський (рос. Сергей Андреевич Бобровский; 20 вересня 1988, м. Новокузнецьк, СРСР) — російський хокеїст, воротар. Виступає за «Флорида Пантерс» у Національній хокейній лізі. Майстер спорту. 
Вихованець хокейної школи «Металург» (Новокузнецьк). Виступав за «Металург» (Новокузнецьк), «Філадельфія Флайєрс», СКА (Санкт-Петербург), Колумбус Блю-Джекетс.
В чемпіонатах НХЛ — 728 матчів, у турнірах Кубка Стенлі — 13 матчів.
У складі національної збірної Росії учасник зимових Олімпійських ігор 2014 (3 матчі); учасник чемпіонатів світу 2014 і 2015 (17 матчів); учасник EHT 2013. У складі молодіжної збірної Росії учасник чемпіонату світу 2008.
Досягнення
- Чемпіон світу 2014, срібний призер 2015
- Бронзовий призер молодіжного чемпіонату світу 2008.
- Учасник матчу всіх зірок НХЛ 2024
- Володар Кубка Стенлі в складі «Флорида Пантерс» — 2024, 2025.

Нагороди
- Трофей Везини (2013)
- Найкращий воротар чемпіонату світу (2014)